# Khomovský dům
Khomovský dům je dům čp. 112/I v Chrudimi na nároží Resslova náměstí a Široké ulice. Dům je nazýván podle rodiny Khomovy, která jej získala sňatkem v roce 1868. Je chráněn jako kulturní památka České republiky.
První písemná zmínka o domu pochází z roku 1546, jde ale původně o dům gotický, přestavěný renesančně. Nejstarší známé vyobrazení domu je na epitafu rychtáře Václava Lípy, vlastníka domu, z roku 1587. V letech 1897–1898 byl zbořen vedlejší dům čp. 111/I a novostavba byla spojena s Khomovským domem, který v souvislosti s tím také prošel úpravami.
Dům je významný zejména svými zachovalými portály. Velký portál v průčelí do náměstí s reliéfy a latinskými nápisy je renesanční, menší boční portál (v průčelí do Široké ulice) s iniciálami JN podle Jana Novotného, vlastníka domu v letech 1767–1773, je rokokový.